# Lithocarpus pseudoreinwardtii
Lithocarpus pseudoreinwardtii är en bokväxtart som beskrevs av Aimée Antoinette Camus. Lithocarpus pseudoreinwardtii ingår i släktet Lithocarpus och familjen bokväxter. Inga underarter finns listade.

## Bildgalleri

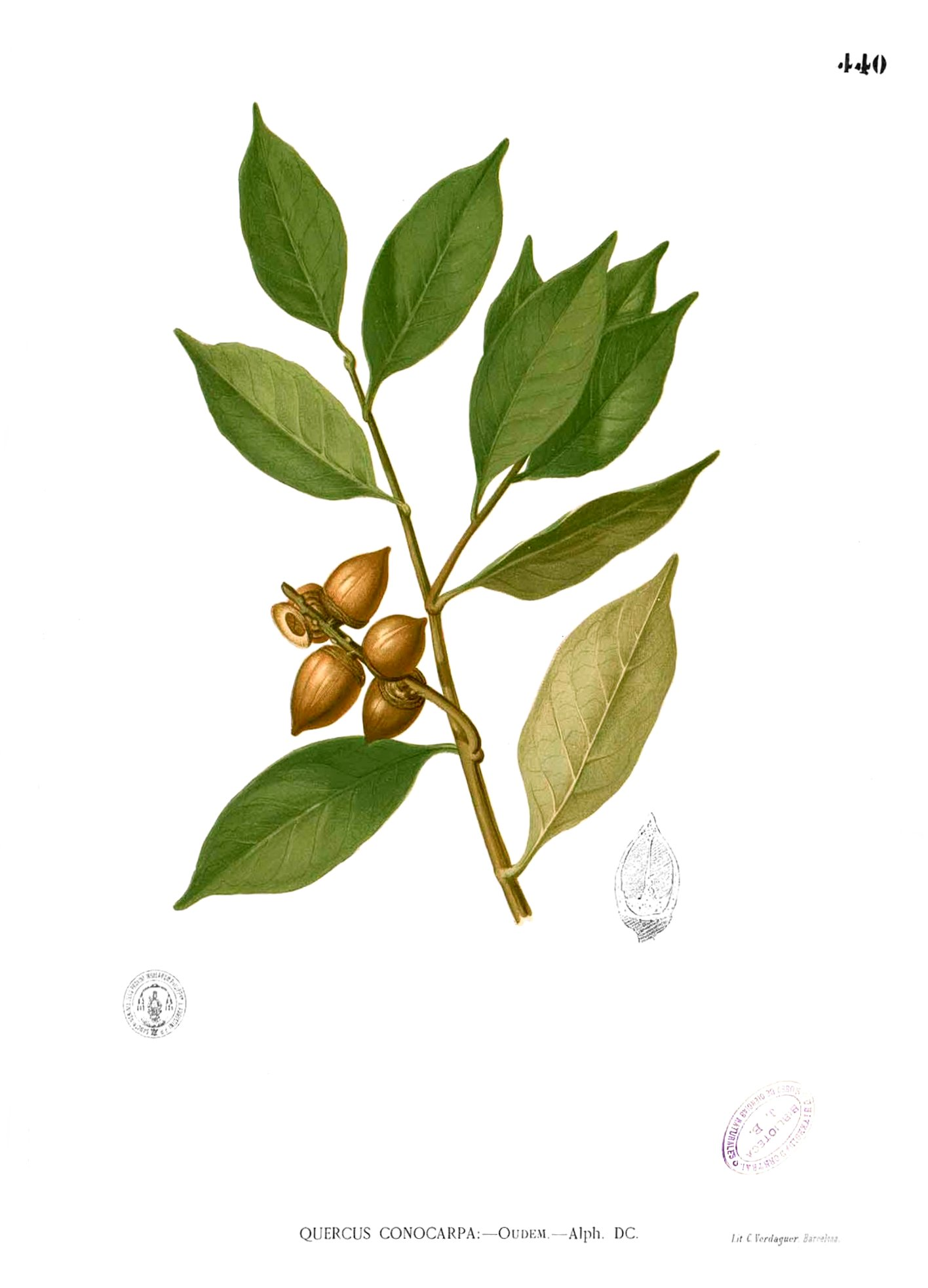